# 科米奈
科米奈（法語：Communay，法語發音：[kɔmynɛ]）是法国罗讷省的一个市镇，属于里昂区。

## 地理
科米奈（45°36'16"N, 4°50'6"E）面积10.54 平方千米，位于法国奥弗涅-罗讷-阿尔卑斯大区罗讷省，该省份为法国中东部省份，北起顺时针与索恩-卢瓦尔省、安省、里昂大都会、伊泽尔省和卢瓦尔省接壤。
与科米奈接壤的市镇（或旧市镇、城区）包括：奥宗河畔圣桑福里安、罗讷河畔沙斯、许泽勒、塞叙埃勒、罗讷河畔塞雷赞、锡芒德尔、泰尔奈。

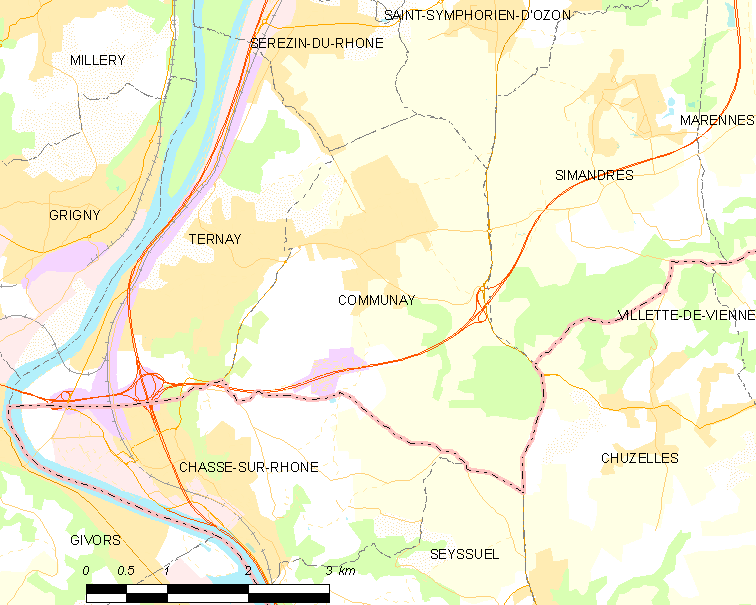
科米奈的OSM定位图

科米奈的时区为UTC+01:00、UTC+02:00（夏令时）。

## 行政
科米奈的邮政编码为69360，INSEE市镇编码为69272。

## 政治
科米奈所属的省级选区为奥宗河畔圣桑福里安县。

## 人口

1962-2008年间科米奈人口变化图示

科米奈于2022年1月1日时的人口数量为4524人。